# São José da Lagoa Tapada
Pour les articles homonymes, voir São José.
São José da Lagoa Tapada est une ville brésilienne de l'ouest de l'État de la Paraíba.
Sa population était estimée à 7 810 habitants en 2007. La municipalité s'étend sur 304 km2.